# 追跡 (火曜サスペンス劇場)
追跡（ついせき）は日本テレビ系列の火曜サスペンス劇場で放送していたドラマシリーズ。製作･著作は東京映画新社である。
1997年から1999年までの間に6作品が放送されている。

## キャスト

### 多摩川中央署（#3〜）
- 城由起子…丘みつ子

南多摩署刑事（#1）→多摩川中央署刑事課捜査一係刑事（#3〜）。階級は警部補。同僚は｢ジョウさん｣と呼ぶ。警察犬を使った捜査をする。射撃成績は優秀である。
- 浜松武司…河西健司（#3〜）

刑事課捜査一係刑事。20年前から5年間、奥多摩・奥川町署の駐在所勤務だった(#4)。
- 石黒達也…日向勉（#3〜）

刑事課捜査一係刑事。天体観測にはまっていた時期がある。
- 堀田信一…草薙良一（#4）

刑事課長。
- 堀内幸彦…木場勝己（#3）

刑事課長。
- 望月太郎(#5〜6)

### 南多摩署(#1)
- 中田雅樹…尾美としのり

刑事。
- 田代刑事…菊池隆則

刑事。
- 本山修三…高橋長英

課長。

### 品川中央署(#2)
- 木村由香…有森也実（主演）

生活安全課少年係刑事。階級は巡査。警視庁若潮寮に住む。刑事課の応援要員として捜査に参加する。
- 長井真紀子…熊谷真実

生活安全課少年係刑事。バツイチの独身。由香と同じく警視庁若潮寮に住む。
- 谷孝一…安藤一夫

刑事課刑事。捜査主任的な役割を受け持つ。

### 警視庁刑事部鑑識課
- 高木陽介…水口邦夫（水口てつ）(#3〜)

鑑識課員。ラルス号担当。
- 里中和雄…笠井和彦(#1〜2)

警察犬訓練所に所属する。城とラルス号を引き会わせた人物でもある。
- 警察犬…ラルス号

警察犬訓練所に所属する警察犬。嗅覚や聴覚に優れているのだが、おっちょこちょいで気まぐれな部分がある。

## サブタイトル・放送年月日・ゲスト出演者
| 話数 | 放送日         | サブタイトル                                                      | ゲスト出演者 | 視聴率 |
| ---- | -------------- | ----------------------------------------------------------------- | --- | ------ |
| 1    | 1997年5月13日  | 連続婦女暴行事件と不倫殺人                                        | 川上麻衣子、左時枝、河原崎建三 | 21.8%  |
| 2    | 1997年11月18日 | 家出少女と現金強奪犯の不思議な3日間                               | 中野英雄、藤原まゆか、深水三章、根岸季衣 |        |
| 3    | 1998年3月10日  | ふたつの生活とふたつの愛                                          | 秋本奈緒美、中野誠也、赤塚真人、綾田俊樹、園田裕久、 玄應太雅、小林秀樹、海部剛史、浜田道彦、森一、 新富重夫、春延朋也、加倉井えり、茉莉ちゃこ、武田敏彦、 徳山盛男、新本芳一、わきさか佳孝、水澤慎二、大島つかさ、 石川太郎、尾林元大、古川照之、平井勝久、荒井賢太、 岩田清、内田あかり、三ツ矢歌子             | 16.8%  |
| 4    | 1998年8月18日  | 110番通報の「兄貴」「すみれ」の言葉                               | いしのようこ、中村繁之、江藤漢、大村波彦、中野若葉、 山田和男、真実一路、舟木幸、山田辰夫、樽沢勇紀、 夏川朋子、江端英久、新納敏正、山本与志恵、新井今日子、 竹ノ内泉、ヨコスカ潮也、桜井秀幸、浦田右近、桑原辰旺、 出雲崎良、門脇三郎、徳田直子、和沢康司、高橋香織、 小峯綾佳、桜井幸美、長谷川哲夫、音無美紀子 | 17.2%  |
| 5    | 1999年1月19日  | 女子寮荒しで逮捕した 下着ドロボ常習犯に反応を示さない 失格?警察犬 | 水沢アキ、小倉久寛、平淑恵、丹波義隆、宮崎光倫、 寉岡瑞希、戸井田稔、田村元治、永妻晃、遠藤功、 六社山幸成、冴木尚人、木村清志、森聖二、池田美冬、 伊藤麻衣、石井亜貴子、秋元めぐみ、羽貴友美、森田浩章、 秋葉譲、碇由貴子、吉井更織、後藤優馬                                                                    | 16.3%  |
| 6    | 1999年9月21日  | コンビニエンス強盗殺人犯が遣した花片の謎?                         | 根岸季衣、山本耕史、藤谷美紀、草見潤平、一矢、 田中規子、坂口達也、廣井純、瀬木一将、妹尾正文、 鈴木一功、山中篤、法福法彦、平松良康、高橋亮、 鵜飼一嘉、依田朋子、足立香代子、松下ちひろ、加藤よしこ、 松乃薫、川端麻友美                                                                                        | 16.5%  |

## スタッフ
- 企画…長富忠浩
- プロデューサー…酒井浩至、梅浦洋一
- 脚本…桃井章(#1)、深沢正樹(#3〜4)、島田満(#5)
- 音楽…大谷和夫
- 撮影…内田清美(#4)、稲垣久夫(#5)
- 照明…山田和夫(#4)、黒田紀彦(#5)、
- 録音…井家眞紀夫(#4)、三澤武徳(#5)
- VE…三坂裕之(#4)、畠野栄一郎(#5)
- 編集…松竹利郎（#4）
- スクリプター…加藤美代子（#4）
- 車輌…ランナーズ、TAKA(#4)
- ドッグトレーナー…宮忠臣、沼田勇夫(#4)
- 技斗…高瀬将嗣
- 監督…猪崎宣昭（#1〜2）、村田忍（#3〜4）

## 備考
- テレビせとうちでは、第4作を2008年1月9日の12:30〜14:25の放送枠で、初放送している。

| 日本テレビ系列 火曜サスペンス劇場            | 日本テレビ系列 火曜サスペンス劇場 | 日本テレビ系列 火曜サスペンス劇場                   |
| 前番組                                       | 番組名                            | 次番組                                              |
| -------------------------------------------- | --------------------------------- | --------------------------------------------------- |
| 九門法律相談所9 沈黙の裁き （1999年1月12日） | 追跡5 （1999年1月19日）           | 弁護士朝日岳之助12 殺意のささやき （1999年1月26日） |